# Nuoto ai Giochi della XXV Olimpiade - 200 metri misti femminili
Hanno partecipato alle batterie di qualificazione 43 atlete: le prime 8 si sono qualificate per la finale A, le successive 8 invece si sono qualificate per la finale B.

## Finale A
30 luglio 1992
| Posizione | Atleta            | Paese             | Tempo      |
| --------- | ----------------- | ----------------- | ---------- |
|           | Lin Li            | Cina              | 2:11.65 RM |
|           | Summer Sanders    | Stati Uniti       | 2:11.91    |
|           | Daniela Hunger    | Germania          | 2:13.92    |
| 4         | Elena Dendeberova | Squadra Unificata | 2:15.47    |
| 5         | Elli Overton      | Australia         | 2:15.76    |
| 6         | Marianne Limpert  | Canada            | 2:17.09    |
| 7         | Nancy Sweetnam    | Canada            | 2:17.13    |
| 8         | Ewa Synowska      | Polonia           | 2:18.85    |

## Finale B
| Posizione | Atleta          | Paese     | Tempo   |
| --------- | --------------- | --------- | ------- |
| 9         | Hideko Hiranaka | Giappone  | 2:18.47 |
| 10        | Silvia Parera   | Spagna    | 2:18.53 |
| 11        | Alicja Peczak   | Polonia   | 2:18.55 |
| 12        | Eri Kimura      | Giappone  | 2:18.91 |
| 13        | Noemi Lung      | Romania   | 2:18.97 |
| 14        | Celine Bonnet   | Francia   | 2:19.14 |
| 15        | J. McKenzie     | Australia | 2:19.41 |
| 16        | Jana Haas       | Germania  | 2:20.94 |

## Batterie di qualificazione
- Q = Qualificate per la finale A
- q = qualificate per la finale B

| Posizione | Atleta                   | Paese             | Tempo     |
| --------- | ------------------------ | ----------------- | --------- |
| 1         | Summer Sanders           | Stati Uniti       | 2:14.68 Q |
| 2         | Elli Overton             | Australia         | 2:15.13 Q |
| 3         | Daniela Hunger           | Germania          | 2:15.16 Q |
| 4         | Lin Li                   | Cina              | 2:15.68 Q |
| 5         | Marianne Limpert         | Canada            | 2:16.84 Q |
| 6         | Ewa Synowska             | Polonia           | 2:16.88 Q |
| 7         | Elena Dendeberova        | Squadra Unificata | 2:17.13 Q |
| 8         | Nancy Sweetnam           | Canada            | 2:17.26 Q |
| 9         | Nicole Haislett          | Stati Uniti       | 2:17.40   |
| 10        | Jana Haas                | Germania          | 2:17.74 q |
| 11        | J. McKenzie              | Australia         | 2:17.82 q |
| 12        | Alicja Peczak            | Polonia           | 2:17.90 q |
| 13        | Silvia Parera            | Spagna            | 2:17.97 q |
| 14        | Noemi Lung               | Romania           | 2:18.12 q |
| 15        | Hideko Hiranaka          | Giappone          | 2:18.13 q |
| 16        | Eri Kimura               | Giappone          | 2:18.63 q |
| 17        | Louise Karlsson          | Svezia            | 2:18.75   |
| 18        | Celine Bonnet            | Francia           | 2:18.95 q |
| 19        | Mildred Muis             | Paesi Bassi       | 2:19.10   |
| 20        | Lara Bianconi            | Italia            | 2:19.40   |
| 21        | Sharron Davies           | Regno Unito       | 2:19.41   |
| 22        | Hana Cerna               | Cecoslovacchia    | 2.19.93   |
| 23        | Lü Bin                   | Cina              | 2:20.12   |
| 24        | Lenka Manhalova          | Cecoslovacchia    | 2:20.52   |
| 25        | Brigitte Becue           | Belgio            | 2:21.98   |
| 26        | Helen Slatter            | Regno Unito       | 2:22.04   |
| 27        | Martina Nemec            | Austria           | 2:22.63   |
| 28        | Jil Brukman              | Sudafrica         | 2:23.07   |
| 29        | Nathalie Wunderlich      | Svizzera          | 2:23.18   |
| 30        | Praphalsai Minpraphal    | Thailandia        | 2:23.24   |
| 31        | Lourdes Becerra          | Spagna            | 2:23.51   |
| 32        | Michelle Smith           | Irlanda           | 2:23.83   |
| 33        | Wei Ling Yeo             | Singapore         | 2:25.32   |
| 34        | Claudia Fortin           | Honduras          | 2:25.66   |
| 35        | Annette Poulsen          | Danimarca         | 2:25.67   |
| 36        | Yu Fen Ooi               | Singapore         | 2:27.62   |
| 37        | Keren Regal              | Israele           | 2:27.85   |
| 38        | Jennifer Smatt           | Bermuda           | 2:29.29   |
| 39        | Ana Fortin               | Honduras          | 2:30.07   |
| 40        | Sharon Pickering         | Figi              | 2:30.11   |
| 41        | Oanh Nguyen Kieu         | Vietnam           | 2:35.71   |
| 42        | Tammie Kaae              | Guam              | 2:36.31   |
| 43        | Elke Talma               | Seychelles        | 2:53.41   |
|           | Bako Ratsifandrihamanana | Madagascar        | DNS       |